# Nikolaj Villumsen
Nikolaj Barslund Villumsen, (født 28. februar 1983 i Aarhus) er en dansk politiker fra Enhedslisten. Han var medlem af Folketinget fra 2011 til 2019. Fra 2019 har han været medlem af Europa-Parlamentet.

## Uddannelse
Nikolaj Villumsen blev student fra Risskov Gymnasium i 2003. I 2009 blev han bachelor i historie fra Københavns Universitet. 
I 2003-2004 var Nikolaj Villumsen frivillig i Operation Dagsværk. I 2007-2008 var han praktikant hos Søren Søndergaard i Europa-Parlamentet. 

## Politik
Nikolaj Villumsen har været politiske aktiv siden han var 14 år gammel og tidligere været medlem af ledelsen for Socialistisk UngdomsFront (SUF). Han blev medlem af Enhedslisten i 2000, og i 2008 blev han medlem af Enhedslistens hovedbestyrelse og forretningsudvalg. 
Fra 2008 til 2010 var han medlem af forretningsudvalget i Folkebevægelsen mod EU. I den samme periode var ham medlem af Folkebevægelsens IT- og kommunikationsudvalg. I noget af tiden var han også formand for udvalget.
Villumsen blev valgt som folketingsmedlem for Sjællands Storkreds ved valget 15. september 2011. Ved Folketingsvalget 2015 blev han genvalgt i Østjyllands Storkreds.
Villumsen var ligeledes medlem af Europarådets Parlamentariske Forsamling fra 2011 samt næstformand i gruppen United European Left fra 2013.
Han blev valgt til Europa-Parlamentet ved Europa-Parlamentsvalget 26. maj 2019 som Enhedslistens mandat. Villumsen var også opstillet til det efterfølgende Folketingsvalg 5. juni 2019 hvor han også blev valgt, men gav straks pladsen videre til førstesuppleant Søren Egge Rasmussen.
I Europa-Parlamentet indgår Villumsen i venstrefløjsgruppen The Left - GUE/NGL hvor han er en af gruppens fire næstformænd. Foruden det sidder han også i Europa Parlamentets udvalg for Beskæftigelse og Sociale anliggender (EMPL), Konstitutionelle anliggender (AFCO) og Miljø, folkesundhed og fødevaresikkerhed (ENVI).
I august 2019 modtog Villumsen et Certificate of Appreciation af den Palæstinensiske ambassadør i Danmark, for sin støtte til Palæstina og det palæstinensiske folk. 